# Ablepharus bivittatus
Ablepharus bivittatus es una especie de lagartos escincomorfo de la familia Scincidae.

## Distribución geográfica y hábitat
Es nativo del centro y sudeste de Armenia, sudeste y sudoeste de Azerbaiyán, norte y oeste de Irán (cadena montañosa de Zagros), Turquía (provincia de Van) y sur de Turkmenistán (únicamente en Kopet Dag). Habita entre los 2300 y 3300 m de altitud.

## Taxonomía
Fue descrita en 1832 por el herpetólogo francés Édouard Ménétries quien la asignó originalmente al género Scincus. La localidad tipo es «Perimbal sur les montagnes de Talyche» (montañas Talysh, sur de Azerbaiyán) y su epíteto específico viene del prefijo «bi-» (dos o doble) y la voz latina «vitta, -ae» (franja o banda).
En 1960 fue descrita A. b. lindbergi como una subespecie de A. bivittatus sin embargo, actualmente es considerada como una especie propia.

## Conservación
Aunque es rara en la naturaleza, es catalogada por la Unión Internacional para la Conservación de la Naturaleza como una especie bajo preocupación menor por la amplitud de su área de distribución.